# Martina Halter
Martina Halter (ur. 5 maja 1994) – szwajcarska siatkarka grająca jako środkowa. Obecnie występuje w drużynie FC Luzern.